# Hailes Abbey
Hailes Abbey (Hayles) ist eine ehemalige Zisterzienserabtei in England. Die Ruinen des Klosters liegen rund 3 km nordöstlich von Winchcombe in Gloucestershire.

## Geschichte
Die Abtei wurde als eine der letzten mittelalterlichen Zisterzienser-Mönchsabteien in England 1245 oder 1246 von Richard von Cornwall, dem jüngeren Bruder von König Heinrich III. gestiftet, nachdem Richard im Jahr 1242 in Seenot geraten war und ein entsprechendes Gelöbnis abgelegt hatte. Heinrich III. stellte das Gelände einer alten Burg am Rand der Cotswolds hierfür zur Verfügung. Hailes Abbey wurde von Beaulieu Abbey in Hampshire, einer Tochtergründung von Cîteaux mit 20 Mönchen und 10 Laienbrüdern (Konversen) besetzt. Im Jahr 1270 erhielt das Kloster von Edmund, dem zweiten Sohn von Richard von Cornwall, eine Phiale vom „Heiligen Blut“, die eine große Wallfahrt anzog, und für deren Echtheit sich der Patriarch von Jerusalem, der spätere Papst Urban IV. verbürgt hatte. Hailes wurde daraufhin eines der großen Pilgerziele in England. Die Pest von 1361/1362 führte zu großen Verlusten. 1412 lagen die Gebäude teilweise in Ruinen und die Gemeinschaft war verschuldet. Im 16. Jahrhundert kam die Abtei wieder zu Wohlstand. Im Jahr 1538 wurde das nun als mit Safran gefärbter Honig bezeichnete „Heilige Blut“ entfernt und 1539 endete die Abtei, die damals die zwölftreichste in England war. Im Jahr 1542 verkaufte die Krone das Kloster an einen Immobilienhändler. Die Kirche wurde wohl bald danach abgebrochen, während das Abthaus von der Familie Tracy bewohnt wurde. Um 1729 wurde die Anlage in zwei Bauernhöfe umgewandelt, und wenig später wurden die Anlagen abgebrochen. Am Ende des 19. Jahrhunderts fanden umfangreiche Ausgrabungen statt. Später fiel die Anlage an den National Trust.

## Anlage und Bauten
Die Kirche aus Bruchstein war 104 m lang und das Hauptschiff war 19 m breit. Es wies wie die beiden Seitenschiffe acht Joche auf und hatte eine kleine Vorhalle im Westen. Das Querhaus verfügte über je drei Kapellen an den beiden Ostseiten. Der Chor wies ursprünglich vier Joche auf und war mit Seitenschiffen versehen. Nach 1270 wurden an die Ostseite des Chors – recht ungewöhnlich für England – wohl nach dem Vorbild von Croxden Abbey in Staffordshire halbkreisförmig fünf polygonale Umgangskapellen angebaut. Die Klausur lag rechts (südlich) von der Kirche und entsprach im Wesentlichen dem zisterziensischen Schema. Der Kreuzgang wurde im 15. Jahrhundert erneuert. Der Kapitelsaal wurde durch vier Säulen unterteilt und hatte einen doppelten Durchgang zum Kreuzgang. Das Refektorium maß 35 mal 9 m, Teile der Nordwand sind noch erhalten.